# Cream Soda (группа)
Cream Soda — российская электронная музыкальная группа, основанная в 2012 году Ильей Гадаевым и Дмитрием Свиргуновым, который погиб в 2023 году. С третьей участницей, Анной Романовской группа записала свои главные хиты «Никаких больше вечеринок», «Плачу на техно» и ряд других. С 2022 года место в группе занимает Алиса Стяжкова.

## История

### Создание группы и дебютный альбом «Пожар» (2012—2016)
Будущие создатели музыкального коллектива Дмитрий «Нова» Свиргунов из Ярославля и Илья Гадаев из Орехово-Зуево познакомились в 2007 году на интернет-площадке электронной музыки Promodj.com, на которой они совместно записывали экспериментальные музыкальные композиции. Два года музыканты общались исключительно по интернету, пока Илья по приглашению Дмитрия не приехал в Ярославль и они не познакомились очно.
Зимой 2012 года музыканты решили создать совместный музыкальный проект, который получил название Cream Soda. Название проекту подбирали таким образом, чтобы оно красиво звучало как на русском, так и на английском языках.

Был вариант с названием Nuclear Kiss (в переводе с англ. «ядерный поцелуй»), но в том году произошла авария на японской АЭС, и мы подумали, что называться так будет неправильно. Поэтому решили остановиться на Cream Soda— Дима Нова
В 2014 году на лейбле диджея Александра Хижнякова (Sasha Khizhnyakov) Electronica в свет выходит первый виниловый релиз коллектива, а в 2016 дебютный альбом «Пожар». При этом со слов коллектива, больших денег релиз не принес, поскольку альбом был ориентирован на клубы, а не на концертные площадки. В записи альбома приняли участие две вокалистки: Валерия Руссо и Анна Романовская (Anna Rome).

### Сингл «Volga» и переезд в Москву (2017)
В 2017 году выходит новый сингл группы, записанный в конце 2016 года. После выхода этого трека Анна Романовская официально становится третьей участницей проекта. Впоследствии Анна станет автором текстов к песням группы. На сингл «Volga» был снят первый видеоклип группы. Его снял ярославский оператор Олег Токмаков, а главную роль в видеоклипе исполнил друг коллектива Марк Вальковский.
В тот же год коллектив переезжает в Москву, хотя, как вспоминают музыканты, денег на жизнь в то время едва хватало. По случаю пятилетия группы музыканты устроили тур по городам России с dj-сетами, чтобы суметь прокормить себя в столице.

### Иван Дорн, альбом «Красиво», знакомство с Гудковым (2018)
Весной группа выпускает видеоклип на трек «Хэдшот», в котором продолжается история про «парня с дискошаром». Трек стал лид-синглом с нового студийного альбома.
Творчество коллектива было оценено музыкантом Иваном Дорном и уже в конце марта Cream Soda на его лейбле Masterskaya выпускают альбом Красиво.

Я отправил альбом, и через пару часов Ваня мне присылает голосовое сообщение: «Я дослушал до второго трека. Мне все нравится, будем выпускать»— Дима Нова
В апреле Cream Soda выпускает меланхоличный клип на заглавный трек из альбома «Красиво», а в мае у группы начался гастрольный тур, который растянулся до весны 2019 года.
В том же году музыканты начинают сотрудничество с Александром Гудковым, в результате чего рождается видеоклип на композицию «Уйди, но останься», который становится первым видео коллектива, попавшим в ротацию на телевидении.

### Альбом «Комета», сингл «Никаких больше вечеринок» (2019)
С ростом популярности музыканты решили выпустить следующий альбом на крупном лейбле. В июле 2019 года на лейбле Warner Music выходит альбом «Комета». Альбом набрал более 2 млн прослушиваний во «ВКонтакте» и занял третье место в чарте Apple Music, а лид-сингл «Никаких больше вечеринок» стал одним из главных хитов коллектива. Клип на эту песню с участием актёров Никиты Кукушкина и Александра Баширова собрал более 22 млн просмотров на YouTube.

Для меня 2019 год — самый тяжелый в плане работы. Бывали времена, когда всего один день в неделю мы были дома, а все остальные дни мотались по городам— Илья Гадаев
Следующим синглом с альбома стала песня «Солд Аут». Автором сценария и режиссёром видеоклипа выступил Дима Нова. Однако ввиду разрастающегося успеха нашумевшего хита «Никаких больше вечеринок», клип на трек «Солд Аут» остался в тени и набрал скромные 1,2 млн просмотров.
В ноябре и декабре 2019 года в Москве и Санкт-Петербурге прошли концертные презентации нового альбома, а всероссийский тур в поддержку нового альбома был запланирован на весну 2020 года.

### Сингл «Плачу на техно», альбом «Интергалактик», продюсирование альбома для Федука (2020)
В начале 2020 года группа планировала приступить к съемкам видеоклипа на песню «Сердце лёд», однако, из-за разногласий по сценарию клипа и начинавшейся пандемии, производство пришлось перенести. Незадолго до этого музыканты совместно с группой «Хлеб» приняли участие в YouTube-шоу «Поменялись хитами», в рамках которого два приглашённых артиста или группы исполняли кавер-версии песен друг друга. Кавер-версия песни «Плачу на техно» стала новым хитом группы. Сингл стал лидером на всех российских цифровых площадках, а видео набрало более 60 млн просмотров на YouTube.
Ввиду ограничений на массовые мероприятия в городах России и СНГ, запланированный на весну 2020 года концертный тур группы был перенесен: сначала на осень 2020 года, а в последующем — до весны 2022-го. Вместе с тем коллектив стал постоянным участником различных онлайн-концертов.
Период самоизоляции коллектив провел в фамильном доме Димы Новы в Ярославской области. Во время карантина группа выбрала пять треков с наиболее трансовым звучанием из своих наработок и стала записывать альбом.

После того как мы доработали эти треки, нам пришла идея выпустить этот мини-альбом в формате аудиокниги— Анна Романовская
В июле 2020 года группа выпустила видеоклип на лид-сингл «Сердце лёд», ставший самым дорогим в истории группы, — его бюджет составил 7 млн рублей. Над клипом в очередной раз работала команда «Чикен Карри», а главную роль вновь исполнил Никита Кукушкин. Однако видео набрало всего 10 млн просмотров на YouTube, что расстроило коллектив и команду, работавших над видеоклипом. В конце месяца вышел новый студийный альбом «Интергалактик», который занял третье место в чарте Apple Music.
Помимо работы над собственным материалом в период самоизоляции группа также занималась продюсированием нового альбома совместно с Федуком. Альбом, получивший название «Йай», вышел в конце ноября 2020 года и стал первым в российском чарте Apple Music, третьим — в украинском и латвийском, а также вошел в топ-10 в Беларуси, Казахстане, Литве, Эстонии и Молдове.

### Внеальбомные синглы, запуск собственного лейбла, уход Романовской (2021)
В январе 2021 года группа презентует видеоклип на хит «Атомы», по сюжету которого Дима, Илья и Анна собрались в праздничный вечер за накрытым столом в ожидании гостей. В числе гостей в клипе появляются ANIKV, Saluki, группа «Хлеб», Pompeya, Easy Fresh и другие.
В конце марта под лозунгом «Возвращение вечеринок» в столичном клубе «Gipsy» Cream Soda провела первый большой сольный концерт, на котором в том числе презентовали новые треки «Меланхолия» и «Улетай». Однако коронавирусные ограничения, действовавшие в остальных регионах в очередной раз не позволили провести запланированный концертный тур по городам России. В апреле группа официально выпускает трек «Меланхолия», вдохновленный воспоминанием о Санкт-Петербурге, и клип на него, сгенерированный нейросетью. В следующем месяце Cream Soda объявила о запуске собственного лейбла «СТВОЛ». Его презентация прошла в московском клубе Powerhouse и петербургском K-30. Первым релизом лейбла стал альбом группы «Лучший друг», в которой играет Роман Свиргунов, брат Дмитрия, и его друг Марк Вальковский, также известный по клипам Cream Soda как «парень с дискошаром».
Летом 2021 года вокалистка Анна Романовская негласно покидает коллектив, при этом продолжает совместную гастрольную деятельность.
В июле группа выпускает ремейк на песню Алёны Свиридовой «Розовый фламинго», а также видеоклип, над которым вновь работала команда «Чикен Карри».

Сюжет клипа — абсолютная дичь. Но как я люблю такое! И ведь никто раньше мне подобное не предлагал. Я в восторге!— Алёна Свиридова
Заключительными совместными работами Димы, Ильи и Анны стали синглы «Подожгу» и «Радуга», официально выпущенные в октябре 2021 года.
Последний совместный концерт с Анной Романовской коллектив провел 31 декабря 2021 года. В начале февраля 2022 года Анна Романовская официально объявила о начале сольной карьеры.

### «Перерождение» и потери. Новый альбом с новой участницей (2022—2024)
22 февраля 2022 года в социальных сетях Cream Soda появилось промо-видео, ознаменовавшее «перерождение» коллектива, а к группе присоединилась новая вокалистка, имя которой официально представлено не было. Темноволосая девушка в маске неоднократно появлялась в промо и рекламе коллектива, а также участвовала в рамках тура Cream Soda Mania в разных городах.
Первым треком, который презентовала Cream Soda с новой солисткой, стала песня «Счастье», исполненная в конце апреля 2022 на финальном концерте тура в Москве.
В августе в Москве состоялось празднование 10-летия создание группы, а уже в сентябре группа отправляется в Диево-Городище, где начинает запись нового студийного альбома.
В октябре 2022 года группа выпустила сингл «Улетай» с бывшей вокалисткой, отныне выступающей под псевдонимом 4NN4. В последующем бывшие коллеги тепло, но в то же время сдержанно отзывались о творчестве друг друга в социальных сетях.
Осенью 2022 в рамках эфиров STVOL.TV группа презентовала новые треки «Не встретились с тобой», «Праздник каждый день» и «Slavic» с грядущего альбома.

#### Трагедия на Волге
Запланированный на март 2023 года релиз нового альбома Cream Soda был перенесен. 20 марта 2023 года Дмитрий Свиргунов провалился под лёд в Диевом-Городище на берегу реки Волги. В реку провалились 5 человек: сам Дмитрий, его младший брат Роман, экс-хоккеист Георгий Киселёв, Валерия Дерман и Аристарх Ухтомский. Георгия и Валерию удалось вытащить из воды, но по дороге в больницу Георгий скончался. Тело Дмитрия Свиргунова было найдено позднее в тот же день. Тела Аристарха и Романа удалось найти только 19 мая и 17 июня того же года.

#### АльбомInternet Friendsи его переиздание
Релиз альбома Internet Friends с новой вокалисткой Алисой Стяжковой состоялся 26 мая 2023 года и был посвящен памяти Димы Нова, Романа Свиргунова, Георгия Киселева и Аристарха Ухтомского, погибших в марте 2023 года. Из интервью журналу sobaka.ru:

Спасибо нашим семьям и друзьям за поддержку и помощь во время работы над этим альбомом. Огромное спасибо Рустаму Рептилоиду за безупречное ведение альбома. Спасибо Александру Кустову за прекрасную музыку в треке «Не встретились». Спасибо Easy Fresh Management за возможность реализовать все наши безумные идеи в реальность. Все треки были написаны и записаны в Диево-Городище— участники Cream Soda
В поддержку новой пластинки в Москве прошла масштабная промо-вечеринка с презентацией новых треков, а позднее группа выступила хедлайнером на фестивалях, проходивших летом в различных городах России. Кроме того, в рамках европейской ветки гастрольного тура группа дала концерты в Армении, Латвии, Сербии и Молдове. 4 ноября 2023 года в Москве прошла большая презентация альбома.
26 июля 2024 года Cream Soda выпустили Internet Friends VIP, – делюкс-версию прошлогоднего альбома, куда вошли три новых трека и несколько новых версий ранее изданных синглов.

## Состав

### Текущий состав
- Илья Гадаев — продакшен, сооснователь группы (с 2012)
- Алиса Стяжкова — вокал (с 2022)

### Бывшие участники
- Дмитрий «Нова» Свиргунов — продакшен, сооснователь группы (2012—2023[A])
- Анна Романовская — вокал (2017—2021)

## Дискография
Студийные альбомы
| Оценки критиков | Оценки критиков |
| Источник        | Оценка          |
| --------------- | --------------- |
| InterMedia      | 7,5/10          |

| Название         | Информация                                                                              |
| ---------------- | --------------------------------------------------------------------------------------- |
| «Пожар»          | - Релиз: 28 марта 2016 - Лейбл: Electoronica Records - Формат: цифровая дистрибуция, MC |
| «Красиво»        | - Релиз: 30 марта 2018 - Лейбл: Warner Music Russia - Формат: цифровая дистрибуция, LP  |
| «Комета»         | - Релиз: 12 июля 2019 - Лейбл: Warner Music Russia - Формат: цифровая дистрибуция, LP   |
| «Интергалактик»  | - Релиз: 31 июля 2020 - Лейбл: Warner Music Russia - Формат: цифровая дистрибуция, LP   |
| Internet Friends | - Релиз: 26 мая 2023 - Лейбл: S&P Digital - Формат: цифровая дистрибуция                |

Новые издания
| Название             | Информация                                                                |
| -------------------- | ------------------------------------------------------------------------- |
| Internet Friends VIP | - Релиз: 26 июля 2024 - Лейбл: S&P Digital - Формат: цифровая дистрибуция |

Альбомы ремиксов
| Название         | Информация                                                                               |
| ---------------- | ---------------------------------------------------------------------------------------- |
| «Версии красиво» | - Релиз: 19 октября 2018 - Лейбл: Warner Music Russia - Формат: цифровая дистрибуция, LP |

Мини-альбомы
| Название                               | Информация                                                                              |
| -------------------------------------- | --------------------------------------------------------------------------------------- |
| Cream Soda EP                          | - Релиз: 14 июля 2014 - Лейбл: Electronica - Формат: цифровая дистрибуция, EP           |
| «Дэмн»                                 | - Релиз: 11 июля 2018 - Лейбл: — - Формат: цифровая дистрибуция                         |
| «Русский стандарт» (Лауд & Cream Soda) | - Релиз: 29 ноября 2019 - Лейбл: Warner Music Russia - Формат: цифровая дистрибуция, EP |

Синглы
| Год  | Название                                   | Чарты                           | Чарты                 | Чарты                   | Альбом          |
| Год  | Название                                   | RU                              | RU                    | RU                      | Альбом          |
| Год  | Название                                   | TopHit Top Radio & YouTube Hits | TopHit Top Radio Hits | TopHit Top YouTube Hits | Альбом          |
| ---- | ------------------------------------------ | ------------------------------- | --------------------- | ----------------------- | --------------- |
| 2013 | «Feeling Free» (совместно с Cape Cod)      | —                               | —                     | —                       | без альбома     |
| 2014 | «Love Sex Sex»                             | —                               | —                     | —                       | без альбома     |
| 2015 | «Alive» (feat. Valery Rousseau)            | —                               | —                     | —                       | «Пожар»         |
| 2017 | «Volga»                                    | —                               | —                     | —                       | без альбома     |
| 2018 | «Prime Time» (совместно с «Лауд»)          | —                               | —                     | —                       | без альбома     |
| 2018 | «Любовник» (совместно с «Лауд»)            | —                               | —                     | —                       | без альбома     |
| 2018 | «Горячая линия» (feat. «Лауд»)             | —                               | —                     | —                       | без альбома     |
| 2019 | «Никаких больше вечеринок»                 | 51                              | 46                    | —                       | «Комета»        |
| 2019 | «Никаких больше вечеринок» (Smash Remix)   | —                               | —                     | —                       | без альбома     |
| 2019 | «Никаких больше вечеринок» (Red Max Remix) | —                               | —                     | —                       |                 |
| 2020 | «Плачу на техно» (feat. «Хлеб»)            | 5                               | 12                    | 6                       | без альбома     |
| 2020 | «Сердце лёд»                               | 81                              | 98                    | 18                      | «Интергалактик» |
| 2021 | «Атомы»                                    | 981                             | 612                   | —                       | «Интергалактик» |
| 2021 | «Меланхолия»                               | —                               | —                     | —                       | без альбома     |
| 2021 | «Розовый фламинго» (feat. Алёна Свиридова) | —                               | —                     | —                       | без альбома     |
| 2021 | «King Cobras»                              | —                               | —                     | —                       | без альбома     |
| 2021 | «Подожгу»                                  | —                               | —                     | —                       | без альбома     |
| 2021 | «Радуга»                                   | —                               | —                     | —                       | без альбома     |
| 2021 | «Год Тигра» (feat. Казускома)              | —                               | —                     | —                       | без альбома     |
| 2022 | «Метаискренность»                          | —                               | —                     | —                       | без альбома     |
| 2022 | «Улетай» (feat. 4NN4)                      | —                               | —                     | —                       | без альбома     |
| 2023 | «Uuueee»                                   | —                               | —                     | —                       | без альбома     |
| 2023 | «Gorodische» (совместно с Feduk)           | —                               | —                     | —                       | без альбома     |
| 2023 | «Look Around_3_4»                          | —                               | —                     | —                       | без альбома     |
| 2023 | «Viby»                                     | —                               | —                     | —                       | без альбома     |
| 2024 | «На Cиреневой Луне»                        | —                               | —                     | —                       | без альбома     |
| 2024 | «Отпускаю»                                 | —                               | —                     | —                       | без альбома     |
| 2024 | «Облака»                                   | —                               | —                     | —                       | без альбома     |

Гостевое участие
| Год  | Название                                                            | Примечания                                                   |
| ---- | ------------------------------------------------------------------- | ------------------------------------------------------------ |
| 2013 | «As we did before» (Cream Soda remix)                               | бонус-трек группы "Кактус" (Рязань) с альбома "Мне нравится" |
| 2017 | «Небеса» (Антоха MC при участии Cream Soda и Лауд)                  | цифровой сингл, «ТанецГолосЗвук 2» (альбом Лауд)             |
| 2018 | «Трехочковый» (Лауд при участии Cream Soda)                         | цифровой сингл, «ТанецГолосЗвук 3» (альбом Лауд)             |
| 2018 | «По неоновым полям» (Лауд при участии Cream Soda)                   | «ТанецГолосЗвук 3» (альбом Лауд)                             |
| 2018 | «На взлетной» (Лауд при участии Cream Soda, Thomas Mraz)            | «ТанецГолосЗвук 3» (альбом Лауд)                             |
| 2019 | «Бензобак» (Saluki при участии Cream Soda)                          | «Властелин калек» (альбом Saluki)                            |
| 2019 | «Решето» (Saluki при участии Cream Soda, Сине́кдоха Мо́нток)          | «Властелин калек» (альбом Saluki)                            |
| 2019 | «Comment Out» (Александр Гудков при участии Cream Soda)             | цифровой сингл                                               |
| 2020 | «Лайнер» (i61 при участии Cream Soda)                               | Angelwave (альбом i61)                                       |
| 2020 | «Тепла» (Feduk при участии Cream Soda)                              | «Йай» (альбом Feduk)                                         |
| 2021 | «Магия» (Лауд при участии Cream Soda)                               | «Красный закат» (альбом Лауд)                                |
| 2021 | «Локдаун» (Thomas Mraz при участии Cream Soda)                      | Victory (альбом Thomas Mraz)                                 |
| 2021 | «Аквадискотека» (Александр Гудков при участии Cream Soda)           | цифровой сингл                                               |
| 2021 | «Я пони» (Feduk при участии Cream Soda)                             | цифровой сингл                                               |
| 2021 | «Loli Boy» (Tatarka при участии Cream Soda)                         | цифровой сингл                                               |
| 2022 | «Алая заря» (Tim Aminov при участии Cream Soda)                     | цифровой сингл, «Цветы зла» (альбом Tim Aminov)              |
| 2022 | «Надолго» (Magnum Opus, Кисло-Сладкий при участии Cream Soda)       | цифровой сингл                                               |
| 2023 | «Nightlife» (i61, Kill Eva, GONE.Fludd при участии Cream Soda)      | цифровой сингл, Shelby IIII (альбом i61)                     |
| 2023 | «Дотла» (Remix) (Скриптонит, Tayöka, Becpot при участии Cream Soda) | цифровой сингл                                               |
| 2024 | «Неплохо» (Лауд при участии Cream Soda)                             | «ТанецГолосЗвук 4» (альбом Лауд)                             |

## Видео
| Год  | Клип                                       | Режиссёр                         | Альбом          |
| ---- | ------------------------------------------ | -------------------------------- | --------------- |
| 2017 | «Volga»                                    | Олег Токмаков                    |                 |
| 2018 | «Хэдшот»                                   | Олег Токмаков и Дима Нова        | «Красиво»       |
| 2018 | «Красиво»                                  | Вадим Селезнев                   | «Красиво»       |
| 2018 | «Prime Time» («Лауд» feat. Cream Soda)     | Олег Токмаков                    | без альбома     |
| 2018 | «Уйди, но останься»                        | Роман Ким                        | «Красиво»       |
| 2019 | «Никаких больше вечеринок»                 | Александр Иринархов              | «Комета»        |
| 2019 | «Солд аут»                                 | Дима Нова                        | «Комета»        |
| 2019 | «Комета»                                   | Александр Иринархов              | «Комета»        |
| 2020 | «Плачу на техно» (feat. Хлеб)              | нет данных                       | без альбома     |
| 2020 | «Сердце лёд»                               | Александр Иринархов              | «Интергалактик» |
| 2021 | «Атомы»                                    | Александр Гущин                  | «Интергалактик» |
| 2021 | «Меланхолия»                               | Антон Дворсон                    | без альбома     |
| 2021 | «Розовый фламинго» (feat. Алёна Свиридова) | нет данных                       | без альбома     |
| 2021 | «Подожгу»                                  | Дмитрий Пепеляев, Михаил Семичев | без альбома     |
| 2021 | «Радуга»                                   | Александр Гущин                  | без альбома     |
| 2022 | «Метаискренность»                          | Михаил Попов                     | без альбома     |
| 2023 | «Look Around_3_4»                          | Дима Нова                        | без альбома     |
| 2024 | «На Сиреневой Луне»                        | нет данных                       | без альбома     |

Гостевое участие
| Год  | Клип                  | Режиссёр  | Альбом |
| ---- | --------------------- | --------- | ------ |
| 2021 | «Бэнгер» (клип Feduk) | Роман Ким | «Йай»  |

## Премии и номинации
| Год  | Премия                                                | Категория                                                | Номинант / Номинированная работа                  | Результат | Ист.   |
| ---- | ----------------------------------------------------- | -------------------------------------------------------- | ------------------------------------------------- | --------- | ------ |
| 2018 | Jager Music Awards                                    | Электроника года                                         | Cream Soda                                        | Номинация |        |
| 2019 | Jager Music Awards                                    | Сингл года                                               | «Никаких больше вечеринок»                        | Номинация |        |
| 2019 | Jager Music Awards                                    | Видео года                                               | «Никаких больше вечеринок»                        | Номинация |        |
| 2019 | Jager Music Awards                                    | Группа года                                              | Cream Soda                                        | Номинация |        |
| 2019 | Jager Music Awards                                    | Электроника года                                         | Cream Soda                                        | Номинация |        |
| 2020 | MTV Europe Music Awards                               | Лучший российский исполнитель                            | Cream Soda                                        | Номинация | [ 63 ] |
| 2020 | Jager Music Awards                                    | Трек года                                                | «Плачу на техно» (Cream Soda & «Хлеб»)            | Победа    | [ 64 ] |
| 2020 | Российская национальная музыкальная премия «Виктория» | Танцевальный хит года                                    | «Плачу на техно» (Cream Soda & «Хлеб»)            | Победа    | [ 65 ] |
| 2021 | Премия Муз-ТВ                                         | Лучшее видео                                             | «Плачу на техно» (Cream Soda & «Хлеб»)            | Номинация | [ 66 ] |
| 2021 | Berlin Music Video Awards                             | Best Narrative                                           | Александр Иринархов / видео Cream Soda — «Комета» | Номинация | [ 67 ] |
| 2022 | Berlin Music Video Awards                             | Самое странное видео                                     | «Подожгу»                                         | Номинация | [ 68 ] |
| 2023 | Премия «Яндекс. Музыка»                               | Выбор редакции (за вклад в развитие поп-музыки в России) | Cream Soda                                        | Победа    | [ 69 ] |